# صيغة جمع أبيل
في الرياضيات ، تُستخدم صيغة جمع أبيل ، التي قدمها نيلز هنريك أبيل ، بشكل متكرر ومٌكثف في نظرية الأعداد ودراسة الدوال الخاصة لحساب المتسلسلات .

## الصيغة
لتكن {\displaystyle (a_{n})_{n=0}^{\infty }} متتالية من الأعداد الحقيقية أو المركبة . تُعرف دالة الجمع الجزئي {\displaystyle A} بواسطة
{\displaystyle A(t)=\sum _{0\leq n\leq t}a_{n}}
لأي عدد حقيقي {\displaystyle t}. ليكن {\displaystyle x<y} ، ولتكن {\displaystyle \phi } دالة قابلة للإشتقاق بشكل متصل في {\displaystyle [x,y]} . إذاً:
{\displaystyle \sum _{x<n\leq y}a_{n}\phi (n)=A(y)\phi (y)-A(x)\phi (x)-\int _{x}^{y}A(u)\phi '(u)\,du.}
يعتمد برهان الصيغة على تطبيق التكامل بالتجزئة لكل من الدوال {\displaystyle A} و {\displaystyle \phi } .

### أشكال مختلفة
إذا كان المتتالية {\displaystyle (a_{n})} مفهرسة من {\displaystyle n=1} ، يمكننا أن نعرف {\displaystyle a_{0}=0} . لتصبح الصيغة السابقة على الشكل الآتي :
{\displaystyle \sum _{1\leq n\leq x}a_{n}\phi (n)=A(x)\phi (x)-\int _{1}^{x}A(u)\phi '(u)\,du.}
من الطرق الشائعة لتطبيق صيغة جمع أبيل هي أن تأخذ {\displaystyle x\to \infty } . فتصبح الصيغة على الشكل الآتي :
{\displaystyle {\begin{aligned}\sum _{n=0}^{\infty }a_{n}\phi (n)&=\lim _{x\to \infty }{\bigl (}A(x)\phi (x){\bigr )}-\int _{0}^{\infty }A(u)\phi '(u)\,du,\\\sum _{n=1}^{\infty }a_{n}\phi (n)&=\lim _{x\to \infty }{\bigl (}A(x)\phi (x){\bigr )}-\int _{1}^{\infty }A(u)\phi '(u)\,du.\end{aligned}}}
هذه المعادلات صحيحة متى ما وُجدت كلتا النهايتين على الجانب الأيمن وكانتا منتهيتين.

## أمثلة

### الأعداد التوافقية
إذا كانت {\displaystyle a_{n}=1} بلكل {\displaystyle n\geq 1} و {\displaystyle \phi (x)=1/x,} فإن {\displaystyle A(x)=\lfloor x\rfloor } وتنتج الصيغة
{\displaystyle \sum _{n=1}^{\lfloor x\rfloor }{\frac {1}{n}}={\frac {\lfloor x\rfloor }{x}}+\int _{1}^{x}{\frac {\lfloor u\rfloor }{u^{2}}}\,du.}
الطرف الأيسر هو العدد التوافقي {\displaystyle H_{\lfloor x\rfloor }} .

### تمثيل دالة زيتا
ليكن {\displaystyle s} عددا عقديا. إذا توفر {\displaystyle a_{n}=1} حيث {\displaystyle n\geq 1} و {\displaystyle \phi (x)=x^{-s},} إذن {\displaystyle A(x)=\lfloor x\rfloor } وتصير الصيغة
{\displaystyle \sum _{n=1}^{\lfloor x\rfloor }{\frac {1}{n^{s}}}={\frac {\lfloor x\rfloor }{x^{s}}}+s\int _{1}^{x}{\frac {\lfloor u\rfloor }{u^{1+s}}}\,du.}
إذا توفر {\displaystyle \Re (s)>1}, إذن النهاية عندما {\displaystyle x\to \infty } موجودة فتصير الصيغة
{\displaystyle \zeta (s)=s\int _{1}^{\infty }{\frac {\lfloor u\rfloor }{u^{1+s}}}\,du.}
قد تستعمل هذه المسألة من أجل استنتاج مبرهنة ديريكليه والتي تنص على أن {\displaystyle \zeta (s)} تملك قطبا بسيطا مع باق مساو لواحد عند s = 1.

### تمثيل مقلوب دالة زيتا
يمكن أن تستعمل التقنية المستعملة في المثال السابق على متسلسلات دركليه أخرى. إذا كانت {\displaystyle a_{n}=\mu (n)} هي دالة موبيوس و {\displaystyle \phi (x)=x^{-s}}, إذن {\displaystyle A(x)=M(x)=\sum _{n\leq x}\mu (n)} هي دالة ميرتنز و
{\displaystyle {\frac {1}{\zeta (s)}}=\sum _{n=1}^{\infty }{\frac {\mu (n)}{n^{s}}}=s\int _{1}^{\infty }{\frac {M(u)}{u^{1+s}}}\,du.}
الصيغة صحيحة حين يتوفر {\displaystyle \Re (s)>1}.